# Sandy Marton
Sandy Marton (* 4. Oktober 1959 in Zagreb; bürgerlich Aleksandar Marton) ist ein kroatischer Italo-Disco-Musiker. Als Sohn des damaligen jugoslawischen Konsuls in Italien, zog er in den 1970er Jahren nach Mailand.

## Biografie
In der Mailänder Diskothek Primadonna wurde Aleksandar Marton 1982 von dem Talentscout Claudio Cecchetto entdeckt. Cecchetto erkannte früh sein kommerzielles Potenzial als Teenie-Idol und nahm ihn unter Vertrag. Im folgenden Jahr debütiert er unter dem Pseudonym "M. Basic" mit der Single Ok Run. Der Song wurde unter anderem als Jingle in der Werbung für die Videospielkonsole Philips Videopac G7000 verwendet.
Unter dem endgültigen Pseudonym Sandy Marton brachte ihn Cecchetto 1984 mit der englischsprachigen Single, People from Ibiza, die von Marton selbst komponiert wurde, in die Charts. People from Ibiza, beschrieb inhaltlich als auch musikalisch das Lebensgefühl der Mittelmeerinsel und wurde in ganz Europa zum Sommerhit des Jahres 1984. Die Nachfolgesingle Exotic and Erotic platzierte sich im Frühjahr 1986 in den deutschen Singlecharts, White Storm in the Jungle kurze Zeit später in der Schweizer Hitparade. Das Album Modern Lovers kam im gleichen Jahr in den Handel.
Angesichts des Erfolgs mit Marton gründete Cecchetto die Produktionsfirma Marton Corporation und das Plattenlabel Ibiza Records. In den folgenden Jahren veröffentlichte er eine weitere Handvoll Singles, wenn auch weniger erfolgreich (Love Synchronicity 1987, La Paloma Blanca 1989). Aufgrund des schwindenden Erfolgs und der harten Regeln des Showbiz verließ er Ende des Jahrzehnts das Musikgeschäft und zog nach Spanien.
2005 ging Marton noch einmal auf eine Club-Tournee, veröffentlichte ein Best-of-Album und war Teilnehmer an der Rai-2-Reality-Show L’isola dei famosi.

## Diskografie

### Alben
- 1986: Modern Lover
- 1996: Erase una vez
- 1999: People from Ibiza – Greatest Hits
- 2000: Il meglio
- 2000: The Best
- 2005: People from Ibiza – The Very Best Of (Deluxe Edition)

### Singles
- 1983: OK Run
- 1984: People from Ibiza
- 1985: Exotic and Erotic
- 1985: Camel by Camel
- 1985: Merry, Merry Christmas and a Happy New Year
- 1986: Modern Lovers (Mix Version)
- 1986: White Storm in the Jungle
- 1987: Love Synchronicity
- 1989: La Paloma Blanca
- 1998: Erase una vez
- 2008: Sound of Ibiza (The Bootstraps feat. Sandy Marton)

## Sonstiges
Der Song Camel by Camel erreichte 2021 neue Popularität im Zuge eines expliziten Videos eines Charakters aus der Animal Crossing Reihe des Künstlers "The Zone". Dieses erreichte internationale Aufmerksamkeit und Berichterstattung.